# Поноркин, Алексей Александрович
Алексей Александрович Поноркин (26 марта 1922, Ивкино, Костромская область — 1 июля 1990, Москва) — командир 76-мм орудия 629-го стрелкового полка, старший сержант — на момент представления к награждению орденом Славы 1-й степени.

## Биография
Родился 26 марта 1922 года в деревне Ивкино Чухломского района Костромской области. Работал в колхозе.
В июне 1941 года был призван в Красную Армию. На фронте — с ноября того же года. Сначала был наводчиком, затем командиром 76-мм орудия в батарее, приданной стрелковому полку. Боевое крещение артиллерист Поноркин получил в боях под Ржевом на Калининском фронте.
После Калининского фронта часть перевели на Центральный — началось освобождение Калужской и Смоленской областей. Расчет Поноркина шел в боевых порядках наступающих войск, выкуривал точным огнём фашистов из опорных пунктов, небольших городков, деревень, поселков. В 1944 году младший сержант Поноркин вступил в ВКП/КПСС. Весной 1944 года, 69-я армия, в составе которой был полк Поноркина, вела бои на Волыни, готовилась к проведению Белорусской операции.
30 апреля 1944 года младший сержант Поноркин отличился при отражении контратаки противника у села Серкизув. Утром противник силою до батальона пехоты внезапно атаковал боевые порядки нашей батареи. Сменив погибшего наводчика, Поноркин, ведя огонь прямой наводкой, уничтожил вражеский миномет с прислугой и нанёс большой урон пехоте противника. После часового боя перед позициями расчета осталось более 40 трупов противников. Приказом командира 134-й стрелковой дивизии от 6 мая 1944 года младший сержант Поноркин Алексей Александрович был награждён орденом Славы 3-й степени.
Вскоре началось освобождение Белоруссии. Часть Поноркина с успехом участвовала в боях на шоссе Ковель — Брест, гнала немцев по белорусской земле, одной из первых вышла к реке Висле. 30 июля 1944 старший сержант Поноркин с орудием в числе первых среди артиллеристов полка переправился через реку Вислу у населенного пункта Люцимя. На западном берегу расчет оказал огневую поддержку расширяющей плацдарм пехоте. На следующий день при отражении контратаки противника, Поноркин, оставшись один у орудия, продолжал вести огонь. Точным выстрелом поджег танк, первый из восьми сожженных им в боях на Пулавском плацдарме. 2 августа в боях по расширению плацдарма, во время атаки позиций противника, орудие Поноркина, следовало в боевых порядках наступающих. Артиллеристы подавили огонь двух пулеметных точек немцев. В тот же день при отражении трех контратак противника старший сержант Поноркин огнём своего орудия подавил ещё два крупнокалиберных и два станковых пулемета противника и огнём прямой наводкой истребил около двух десятков противников. Приказом 8 октября 1944 года старший сержант Поноркин Алексей Александрович был награждён орденом Славы 2-й степени.
14 января 1945 года 1-й Белорусский фронт, в составе которого находилась 69-я армия, начал Висло-Одерскую наступательную операцию. В этот день при прорыве обороны противника за рекой Вислой под населенным пунктом Коханув огнём с открытой позиции артиллерийский расчет Поноркина уничтожил пять пулеметных точек противника с их расчетами и обеспечил на своем участке успешный штурм вражеских укреплений, продвижение нашей пехоты вперед. 4 февраля в боях при выходе полка на реку Одер Поноркин вновь отличился. Будучи ранен в ногу, он не оставил поле боя и продолжал руководство расчетом на огневых позициях.
Указом Президиума Верховного Совета СССР от 31 мая 1945 года за исключительное мужество, отвагу и бесстрашие, проявленные в боях с вражескими захватчиками, старший сержант Поноркин Алексей Александрович награждён орденом Славы 1-й степени. Стал полным кавалером ордена Славы.
В 1945 демобилизован. Вернулся на родину в Судайский район. Был избран председателем колхоза «Новый строй». В 1952 году переехал в город Москву. Более четверти века, до выхода на пенсию, трудился бригадиром маляров в строительных организациях Московского военного округа. Персональный пенсионер союзного значения А. А. Поноркин активно участвовал в патриотической работе, был членом Советского комитета ветеранов войны. Скончался 1 июля 1990 года. Похоронен в Москве на Преображенском кладбище.
Награждён орденами Отечественной войны 1-й степени, Славы 3-х степеней, медалями.